# Свень-Транспортная
Свень-Транспортная (Транспортный) — посёлок в Брянском районе Брянской области, в составе Свенского сельского поселения. Расположен в 3 км к югу от городской черты Брянска, в 5 км к юго-востоку от села Супонево. Население — 771 человек (2010).
Возник в 1930-х гг.; с 1963 года был причислен к Свенскому поссовету, а с 1970-х гг. по 2007 был включён в состав пгт Свень.
В посёлке расположена железнодорожная станция Свень на линии Брянск—Гомель. Имеется средняя школа (№ 2).
Население на 2016 год — около 1000 человек. На территории поселка Свень-Транспортная располагается филиал МБОУ «Свенская сош № 1» Брянского р-на, а также несколько промышленных предприятий.